# Боровой, Константин Натанович

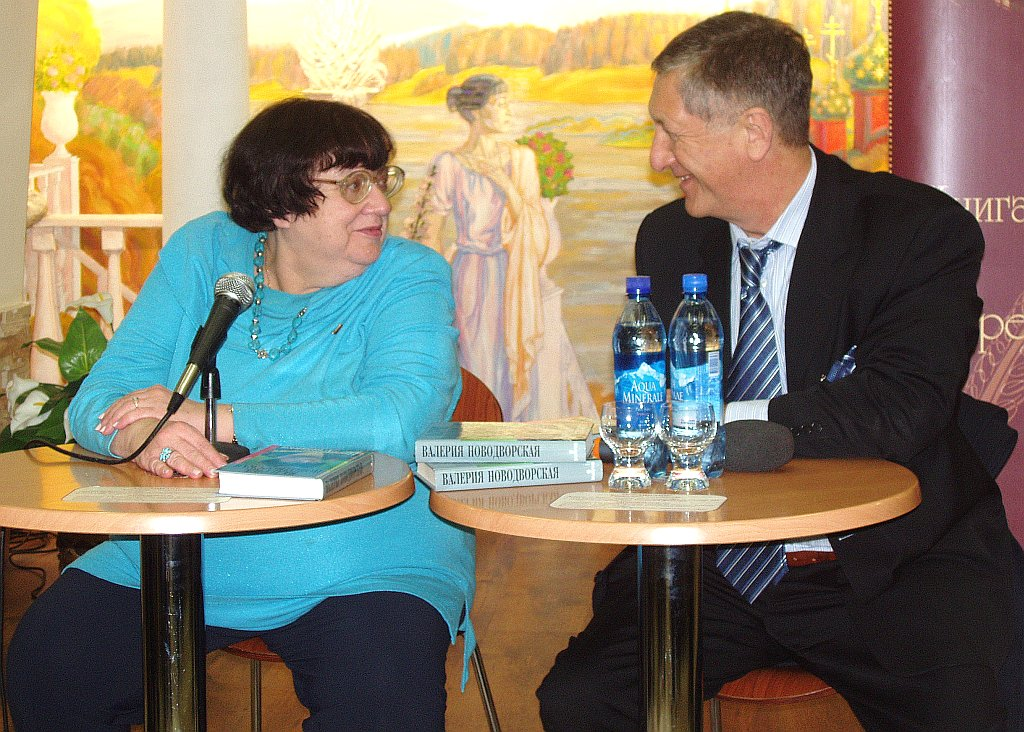
Константин Боровой с Валерией Новодворской

Константи́н Ната́нович Борово́й (род. 30 июня 1948, Москва, РСФСР, СССР) — российский политик и предприниматель, депутат Государственной думы 2-го созыва (1996—2000), экс-председатель Партии экономической свободы (1992—2003), председатель политической партии «Западный выбор» (с 17 марта 2013 года).

## Биография
Родился 30 июня 1948 года в Москве. Был поздним, младшим ребёнком в семье профессора-математика Московского института инженеров транспорта Натана Ефимовича Борового (1909—1981) и заведующей особым отделом Железнодорожного райкома партии Елены Константиновны Боровой (урождённой Андриановой, 1912—1993). Был крещён в четырёхлетнем возрасте верующей бабушкой со стороны матери.
По своему собственному заявлению, распространением самиздата занимался с 12 лет.
В 1965 году окончил математическую спецшколу. Для возможности подачи документов на поступление в университет вступил в комсомол. В 1967 году женился, родилась первая дочь. Брак, однако, закончился разводом. В 1972 году познакомился со второй женой Тамарой Владимировной.
Окончил в 1970 году факультет вычислительной техники Московского института инженеров транспорта и в 1975 году — курсы для имеющих высшее образование при механико-математическом факультете МГУ. Защитил кандидатскую диссертацию в 1983 году на тему «Исследование динамики движения поездов метрополитена для оперативного управления с помощью ЭВМ»), получив тем самым степень кандидата технических наук и звание доцента. До 1989 года работал в научно-исследовательских институтах и преподавал в учебных институтах и университетах (втуз при автозаводе имени Лихачёва).
С 1983 по 1987 гг. работал доцентом архитектурного факультета Московского института инженеров землеустройства, преподавал прикладную математику. Ещё до своего ухода из высшего образования занялся коммерцией. В период 1987—88 гг. работал по разным направлениям деятельности в нескольких кооперативах.
С 1989 года по 1993 год как эксперт и управляющий участвовал в создании новых предприятий для современной экономики: бирж, банков, инвестиционных компаний, телекомпании, информационного агентства и других предприятий. Наиболее известен как президент первой и крупнейшей Российской биржи. Личных и частных предприятий при этом не создавал. Стал соорганизатором первой российской биржи.
В 1990—1993 годах — президент Российской товарно-сырьевой биржи (РТСБ). В 1991 году — президент Российского инвестиционного акционерного общества «Ринако».
С 1992 года — сопредседатель совета директоров АО Релком.
С конца сентября 1991 года был членом Совета по предпринимательству при президенте СССР, членом Совета по предпринимательству при президенте Российский Федерации, сопредседателем Фонда внешней политики РФ. Финансовый директор Открытого российского кинофестиваля.
В 1992 году создал Партию экономической свободы (ПЭС). В том же году был выдвинут ПЭС кандидатом на пост мэра Москвы, однако выборы не состоялись.
С марта 1992 года — председатель Российского национального банка.
В октябре 1992 года неудачно баллотировался в народные депутаты от Краснодарского национально-территориального округа № 17.
С 18 июня 1993 года возглавлял временную группу по управлению телекомпании ВКТ. Большинством голосов на общем собрании акционеров выведен из состава совета директоров телекомпании ВКТ.
12 марта 1994 года на 31-м километре шоссе Ярославль — Кострома автомобиль Борового был расстрелян, позже был взорван гранатой и сожжён. Боровой объяснял своё спасение тем, что выскочил из машины и скрылся в лесу, однако, эту историю часто ставили под сомнение, подозревая Борового в саморекламе.
С апреля 1994 года — заместитель директора НПО «Молния». С 1995 года — руководитель компании «Боровой-траст», партнёр — председатель «Инвестпромбанка» Леонид Розенблюм. С сентября по октябрь 1995 года — владелец радиостанции «Бумеранг».
21 апреля 1996 года во время телефонной беседы Борового с первым президентом самопровозглашённой Чеченской Республики Ичкерия Джохаром Дудаевым российскими спецслужбами была проведена спецоперация, в результате которой Дудаев был убит ударом самонаводящейся ракеты, запущенной с самолёта по месту сигнала спутникового телефона.
14 сентября 1999 года на пресс-конференции заявил о причастности российских спецслужб ко взрывам жилых домов в Москве. Позднее утверждал, что обвинение было основано на данных, которые передали ему сотрудники ГРУ.
До декабря 1999 года был депутатом Государственной думы Российской Федерации второго созыва (избран 17 декабря 1995 года по Тушинскому одномандатному избирательному округу (Москва)) и членом Комитета Государственной думы по бюджету, налогам, банкам и финансам.
Далее занимался предпринимательством. С 2000 по 2003 год — издатель и главный редактор журнала «Америка Illustrated».
Совместно с Валерией Новодворской выпускал видеоролики, которые публиковал в «LiveJournal», «Facebook» и «YouTube».
В 2013 году совместно с Валерией Новодворской приступил к созданию либеральной политической партии «Западный выбор». 17 марта на учредительном съезде партии был избран её председателем.
В конце июля 2019 года в интервью «Голосу Америки» Константин Боровой рассказал о том, что в конце 2014 года принял решение в срочном порядке покинуть Россию из-за непрекращающейся слежки за ним. С 2014 года проживает в Лос-Анджелесе в США, где он подал прошение на предоставление политического убежища.

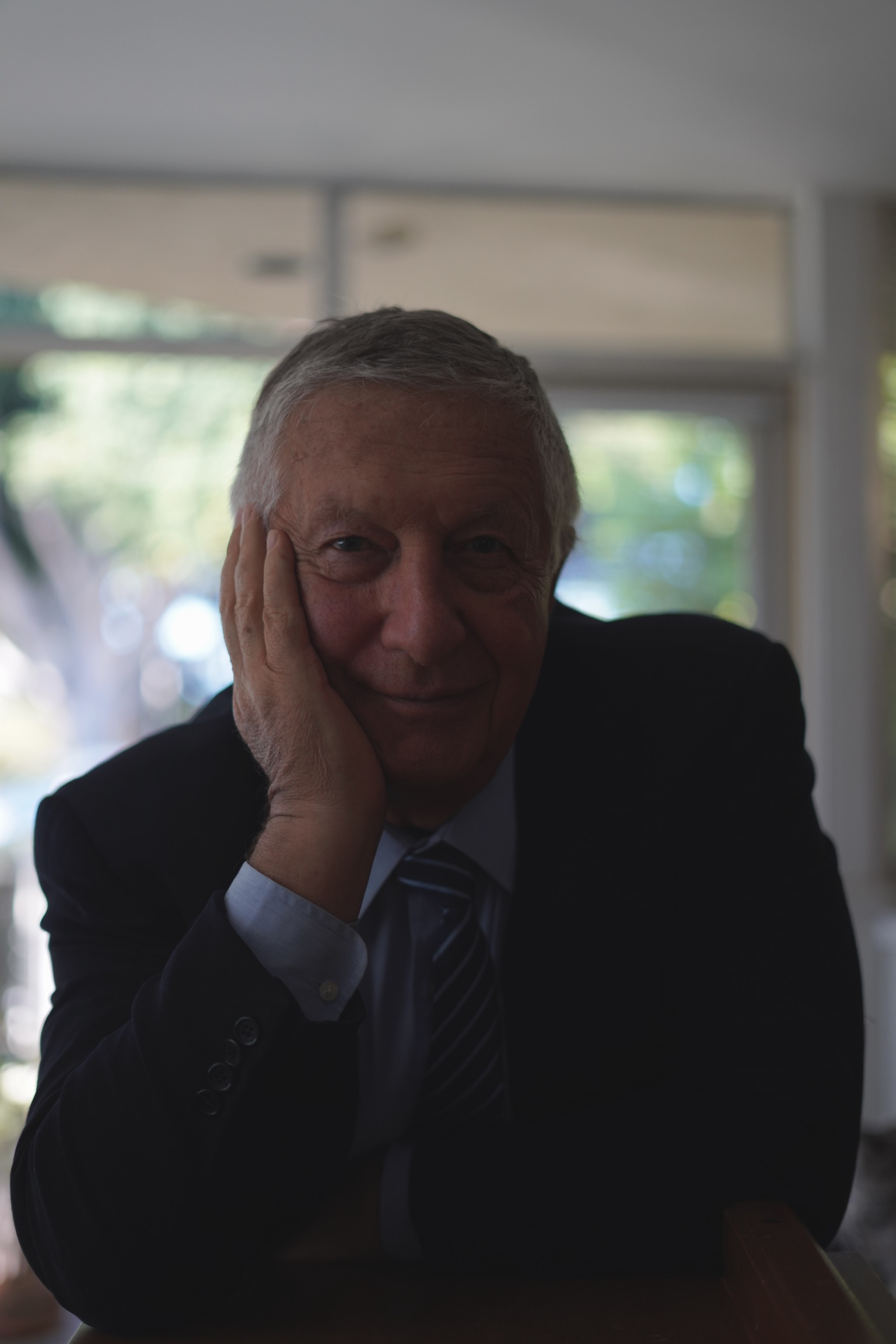
Константин Боровой в 2023 году, Санта-Моника, Калифорния

21 июля 2023 года Минюст России внёс Борового в список физических лиц — «иностранных агентов».

## Взгляды
В апреле 2019 года призвал избранного президента Украины Владимира Зеленского объявить России «ультиматум с требованием вывода в течение недели российских войск с оккупированных территорий, из Крыма и с Востока Украины».
В сентябре 2019 года в интервью американскому телевидению и нью-йоркскому русскоязычному изданию «Новости Нью-Йорка — новости Брайтон Бич» заявил о причастности российских спецслужб к планированию атаки 11 сентября террористов Бен Ладена на США, о чём ему якобы сообщили депутаты Государственной Думы России за два года до самой атаки, в 1999 году.
В интервью Радио Свобода, в связи с выходом книги «Проституция в России. Репортаж со дна Москвы Константина Борового», отметил, что является сторонником легализации проституции в России, поскольку считает, что это поможет защитить проституток, которых, по его оценке, в Москве каждый день выходит на работу 300 тысяч человек.

## Семья
Двоюродный дед (брат бабушки со стороны матери) — Алексей Снегов (Иосиф Израилевич Фаликзон), революционер, в 20 лет стал председателем ревкома в Виннице, провёл 18 лет в исправительных лагерях.
Отец — Натан Боровой (1909—1981), профессор. До 1937 года был писателем, секретарём РАППа. Мать — Елена Константиновна Боровая (1912—1993, урожд. Андрианова), была заведующей особым отделом Железнодорожного райкома партии.
Две дочери: старшая — Юлия (погибла в 2008 году), младшая — Елена.

## Автор книг
- Боровой К. Цена свободы : Люди. События. Чувства. — М.: Новости, 1993. — 240 с. — 100 000 экз. — ISBN 5-7020-0829-4.
- Боровой К. Двенадцать самых успешных : Как стать богатым. — М.: Вагриус, 2003. — 224 с. — ISBN 5-264-00881-7.
- Боровой К. Проституция в России : Репортаж со дна Москвы Константина Борового. — М.: Вагриус, 2007. — 272 с. — ISBN 978-5-9697-0405-3, ISBN 978-5-9697-0393-3.
- Боровой К. Россия против США: книга 1: как я передал директору ФБР информацию об атаке Бин Ладена на США за два года до 11 сентября 2001 г.. — Chicago: Kontinent, 2020. — ISBN 9781678033309. — ISBN 1678033308.